# انفجار مصنع اليرموك للذخائر
وقع انفجار في مصنع اليرموك للذخائر جنوب العاصمة السودانية الخرطوم يوم الثلاثاء 23 أكتوبر 2012 عند منتصف الليل (21:00 بتوقيت غرينيتش). وتم بناء المصنع في عام 1996.

## ردود الفعل
- اتهم إسرائيل بالوقوف وراء قصف مجمع الصناعات العسكرية وهدد بالرد في المكان والزمان اللذين يراهما مناسبين. وقال وزير الإعلام السوداني أحمد بلال إن بلاده ستتقدم بشكوى إلى مجلس الأمن الدولي ضد إسرائيل.[3] وأشار إلى أن المصالح الإسرائيلية أصبحت حقاً مشروعاً أمام السودان. ووصف الوزير، الهجوم الإسرائيلي بأنه قرصنة واختراق للسيادة السودانية ومحاولة لإضعاف معنويات الجيش السوداني. واعتبر أن القصف الذي تعرضت له بلاده يتنافى مع الأعراف الدولية، ويدل على الغطرسة الإسرائيلية، مستبعداً أن تقوم دولة جنوب السودان بمثل هذا العمل في ظل الأجواء الإيجابية التي تسود بين البلدين. وقد هون الوزير من حجم الهجوم، وقال إنه لا يشكل أي خطورة على الأمن القومي السوداني ولن يؤثر على مقدرات الجيش السوداني، مشيراً إلى أن مجمع اليرموك الصناعي التابع للجيش «مصنع تقليدي يصنع بعض الأسلحة والذخائر غير المحظورة دولياً».[4]
- وصف المسؤول بوزارة الدفاع عاموس جلعاد يوم 24 أكتوبر 2012، السودان بأنه «دولة إرهابية خطيرة» دون أن يؤكد تورط إسرائيل بالقصف.[3] ورأى أن الرئيس السوداني عمر البشير «يعتبر مجرم حرب، السودان كان قاعدة لعمليات أسامة بن لادن والنظام تدعمه إيران ويستخدم نقطة عبور لنقل أسلحة إلى الإرهابيين في حماس والجهاد الإسلامي عن طريق الأراضي المصرية».[4]
- أدان المتحدث باسم الخارجية الإيرانية رامين مهمانبرست الغارة الجوية. واعتبر أن هذه الغارة تزيد من حدة التوتر في المنطقة، ووصف هذا العمل بالعدواني وأكد أنه انتهاك لكافة القوانين الدولية والسيادة الوطنية ووحدة الأراضي. وقال «إن الغارة التي شنها الكيان الغاصب للقدس لا يمكن تبريرها بأي حال من الأحوال بل تعبر عن طبيعته الهمجية وتصعد وتيرة التوترات في المنطقة».[4]